# Муджтахід
Муджтахід або муджтагід (араб. المجتهد; перс. муджтегід, тур. мюджтехід) — вчений-богослов в ісламі, що має право виносити самостійні рішення з важливих питань фікху (мусульманського права у широкому сенсі).

## Короткі відомості
За традицією муджтахідами вважалися всі сподвижники пророка Мухаммеда і їх найближчі послідовники, через яких наступні покоління отримували правові знання, а також факіхи перших століть ісламу, що відіграли важливу роль у формуванні наук шаріату.
Починаючи з 8 століття муджтахідами стали називати засновників богословсько-правових шкіл (мазхабів) і їх послідовників, що розробляли їх методи. Згідно з рівнем богословсько-правового авторитету розрізнялись муджтахіди трьох ступенів:
- Муджтахід на рівні шаріату, що сам визначав джерела, якими він керувався і сам їх тлумачив. Він міг не приймати будь-чиїх заперечень;
- Муджтахід на рівні мазхабу міг досліджувати будь-які питання, та лише спираючись на джерела, визначені засновником його мазхабу, і керуючись його принципами;
- Муджтахід на рівні визначення окремих питань міг досліджувати те, що ще не було вирішене його попередниками. Якщо рішень було декілька, він міг своїм авторитетом підтримати одне з них. При цьому він не повинен був відходити від тих принципів і способів аргументації, якими послуговувались муджтахіди його мазхабу перших двох ступенів.

Факіх, що претендував на ступінь муджтахіда повинен був досконало володіти всім комплексом богословсько-правових знань і довести свою авторитетність перед іншими муджтахідами під час диспутів і публічних виступів. Крім того, муджтахід повинен досконало володіти арабською мовою, знати напам'ять Коран і його тлумачення, знати не менше трьох тисяч хадисів з коментарями. Він повинен вести аскетичне і благочинне життя.
Навіть у перші століття поширення ісламу факіхи досягали першого і другого ступенів іджтихаду вкрай рідко. Частіше це визназнавалось за ними посмертно. З 11 століття, коли іджтихад був закритий у ханафітському, малікітському і шафіїтському мазхабах, стати муджтахідом двох вищих ступенів стало неможливо. Останніми сунітськими муджтахідами вищих ступенів визнаються засновники мазхабів. Нині лише іноді муджтахідами третього ступеня визнаються видатні муфтії, керівники великих релігійних общин, ректори духовних університетів.